# Дреджою
Дреджою (рум. Drăgioiu) — село у повіті Вилча в Румунії. Входить до складу комуни Олану.
Село розташоване на відстані 151 км на захід від Бухареста, 24 км на південь від Римніку-Вилчі, 73 км на північний схід від Крайови, 133 км на південний захід від Брашова.

## Населення
За даними перепису населення 2002 року у селі проживали 655 осіб, з них 654 особи (99,8%) румунів. Рідною мовою 654 особи (99,8%) назвали румунську.